# HD 115404
HD 115404 — кратная звезда в созвездии Волос Вероники на расстоянии приблизительно 36 световых лет (около 11 парсек) от Солнца.
Вокруг звезды обращается, как минимум, две планеты.

## Характеристики
Первый компонент (HD 115404A) — оранжевый карлик спектрального класса K0, или K1V, или K1, или K2V, или K2. Визуальная звёздная величина звезды — +6,66m. Масса — около 0,73 солнечной, радиус — около 0,703 солнечного, светимость — около 0,29 солнечной. Эффективная температура — около 4877 K.
Второй компонент (HD 115404B) — красный карлик спектрального класса M0,5V, или M1V. Визуальная звёздная величина звезды — +9,5m. Масса — около 0,518 солнечной, радиус — около 0,516 солнечного, светимость — около 0,0467 солнечной. Эффективная температура — около 3491 K. Орбитальный период — около 770 лет. Удалён на 7,7 угловой секунды (в среднем около 84,28 а.е.).
Третий компонент (UCAC2 37901849) — жёлтый карлик спектрального класса G. Визуальная звёздная величина звезды — +12,6m. Радиус — около 0,89 солнечного, светимость — около 0,799 солнечной. Эффективная температура — около 5609 K. Удалён на 128,2 угловой секунды.
Четвёртый компонент (WDS J13169+1701D). Визуальная звёздная величина звезды — +13,3m. Удалён на 35,2 угловой секунды.

## Планетная система
В 2022 году группой астрономов было объявлено об открытии планет HD 115404 Ab и HD 115404 Ac.
В 2019 году учёными, анализирующими данные проектов Hipparcos и Gaia, у звезды обнаружена планета HIP 64797 d.